# 마이넘버카드

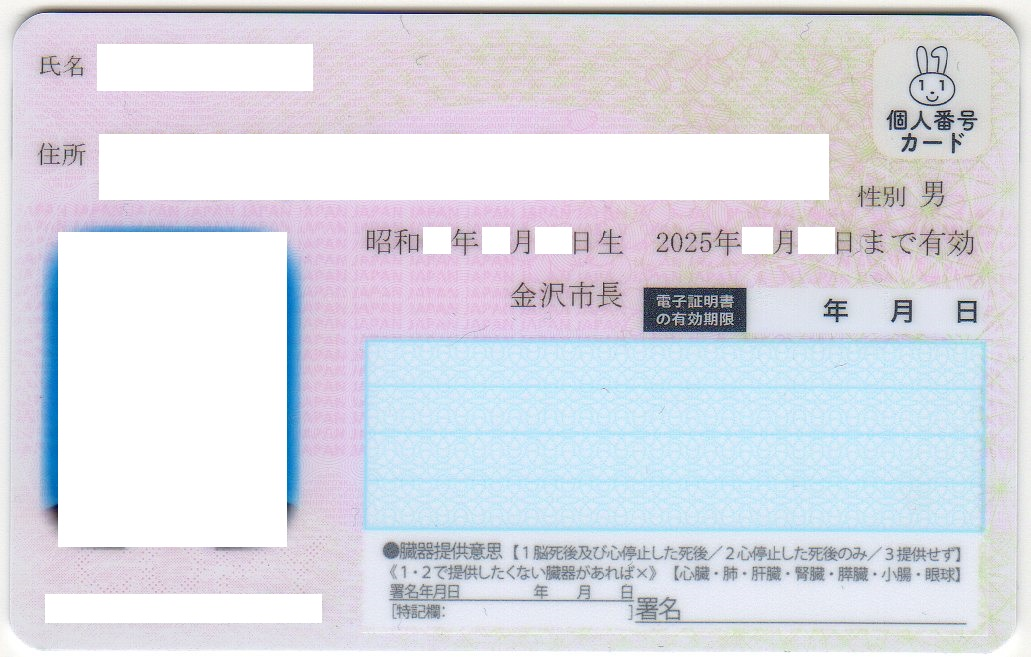
마이넘버카드

마이넘버카드(일본어: マイナンバーカード 마이난바카도[*]) 또는 정식 명칭 개인번호카드(일본어: 個人番号カード 고진반고카도[*], 영어: Individual Number Card)는 일본의 IC 카드 신분증이다. 숫자 12자리의 개인 번호 (마이넘버)가 기재되어 있다. 2024년 2월 말 시점에서 일본 인구의 73.3%에 해당하는 9,188만명이 보유하고 있다.
표면에는 성명, 주소, 생년월일, 성별, 본인의 얼굴 사진, 장기 제공 의사 표시란, 오른쪽 상단에 캐릭터 마이나짱의 심볼, 뒷면에는 마이 넘버 번호, 개인 인증 기능만 할 수 있는 IC칩이 있다. 이러한 칩으로 본인 확인이 필요한 신분 증명서, 본인이 설정한 패스워드를 이용한 e-Tax 등의 전자 증명서를 이용한 전자 신청이나 편의점 등에서 의 증명서 교부 등 다양한 온라인 서비스에 유효하다. 마이넘버카드의 IC칩 내에는 전자 증명서 기능이 있어, 공적 개인 인증 서비스를 사용할 수 있다. 이용자 증명용 전자 증명서와 얼굴 인증 (또는 비밀번호)을 이용해, 마이너 보험증으로서도 이용되고 있다.

## 역사

### 배경
일본을 포함한 전 세계 많은 국가에서는 다양한 관료적 목적을 위해 거주자와 시민이 정부에 주소를 공개하고 등록하도록 요구한다. 많은 국가에서는 거주자와 시민이 새로운 거주지를 설정한 후 며칠 이내에 등록 사무소나 경찰을 방문하여 거주지에 대한 최신 정보를 제공하도록 의무화한다. 그러나 미국이나 캐나다와 같은 일부 국가에서는 여권이나 운전면허를 신청하는 경우가 아니라면 거주자나 시민이 이 정보를 정부에 제공하도록 요구하지 않는다.
일본 시민과 외국인 거주자 모두 가장 가까운 시정촌 사무소에 자신의 주소를 신고할 의무가 있다.

### 주민기본대장네트워크
2002년 일본 정부는 주민기본대장네트워크를 구축하고, 일본 여권 신청, 호적 사본 취득, 또는 기타 신분증을 필요로 하는 활동 시 합법성을 증명하기 위해 운전면허증이 없는 사람들에게 요청에 따라 고유한 11자리 신분증 코드를 발급하기 시작했다. 이 신분증 코드는 소지인의 이름, 생년월일, 성별, 주소 및 신분증 코드 자체에 대한 정보를 제공했다.
2003년까지 일본 정부는 주민기본대장카드(주민등록카드, Jūki kādo)를 발급하기 시작했는데, 이 카드는 이 신분증 번호에 연결된 IC 칩이 있는 실제 카드였다. 주민기본대장네트워크와 주민등록카드는 모두 사람, 정당, 도도부현으로부터 부정적인 반응과 광범위한 반대를 받았다. 그럼에도 불구하고 2008년 일본 최고재판소는 주민기본대장네트워크와 후속 제휴가 합헌이라고 판결했다.

### 개인번호와 마이넘버 카드
2015년부터 일본 정부는 일본의 디지털 경제로의 전환을 감독하는 데 중요한 조치를 취하기 시작했으며, 디지털 변혁 담당 장관이라는 새로운 정부 부처를 설립했다. 이 새로운 내각 아래 일본 정부는 주민기본대장네트워크 시스템의 11자리 신분증 코드를 단계적으로 폐지하고, 개인번호(個人番号)라고 불리는 고유한 12자리 코드의 새로운 현대 시스템을 구축하기 시작했다. 이 코드는 모든 일본 시민과 외국인 거주자에게 비요청 방식으로 발급되었다. 시스템 도입을 홍보하기 위해 일본 정부는 배우 우에토 아야를 고용하고 "마이나쨩"이라는 마스코트 캐릭터를 만들었다.
2021년 3월부터 일본 정부는 건강보험증으로도 사용할 수 있는 IC 칩이 내장된 마이넘버 카드를 발급하기 시작했다. 이 카드는 카드 리더로 읽을 수 있으며, 안면 인식과 연동하여 안면 의료 서비스 제공자가 환자의 과거 건강 검진 결과 및 처방약 이력에 즉시 접근할 수 있도록 한다. 이 카드는 모든 의료기관에서 수용되며, 별도의 건강보험증은 2024년 12월부터 더 이상 발급되지 않을 예정이다.
일본에서 카드 보급률은 2021년 3월 약 25%였고, 2021년 10월에는 40%였다. 정부는 2023년 3월까지 거의 모든 거주자가 카드를 취득하는 것을 목표로 했다.
2023년 5월에는 마이넘버 카드 대신 휴대폰을 사용할 수 있는 안드로이드 앱이 출시되었다. 2025년 6월에는 애플 지갑에 마이넘버 카드를 추가하는 것이 가능해졌다.

## 기능
마이넘버 카드는 필수 문서는 아니지만, 특정 정부 서비스에 대한 접근을 간소화할 수 있다. 일본 전역에서 신분증으로 인정될 뿐만 아니라, 국민건강보험에 접속하고, 일본 여권을 신청하며, 은행 계좌를 개설하고, 예방접종 증명서를 받을 수 있다.
일본 총무성은 개인의 마이넘버에 연결된 마이나포인트(マイナポイント)라는 현금 없는 결제 카드를 홍보한다.

## 국가공무원신분증

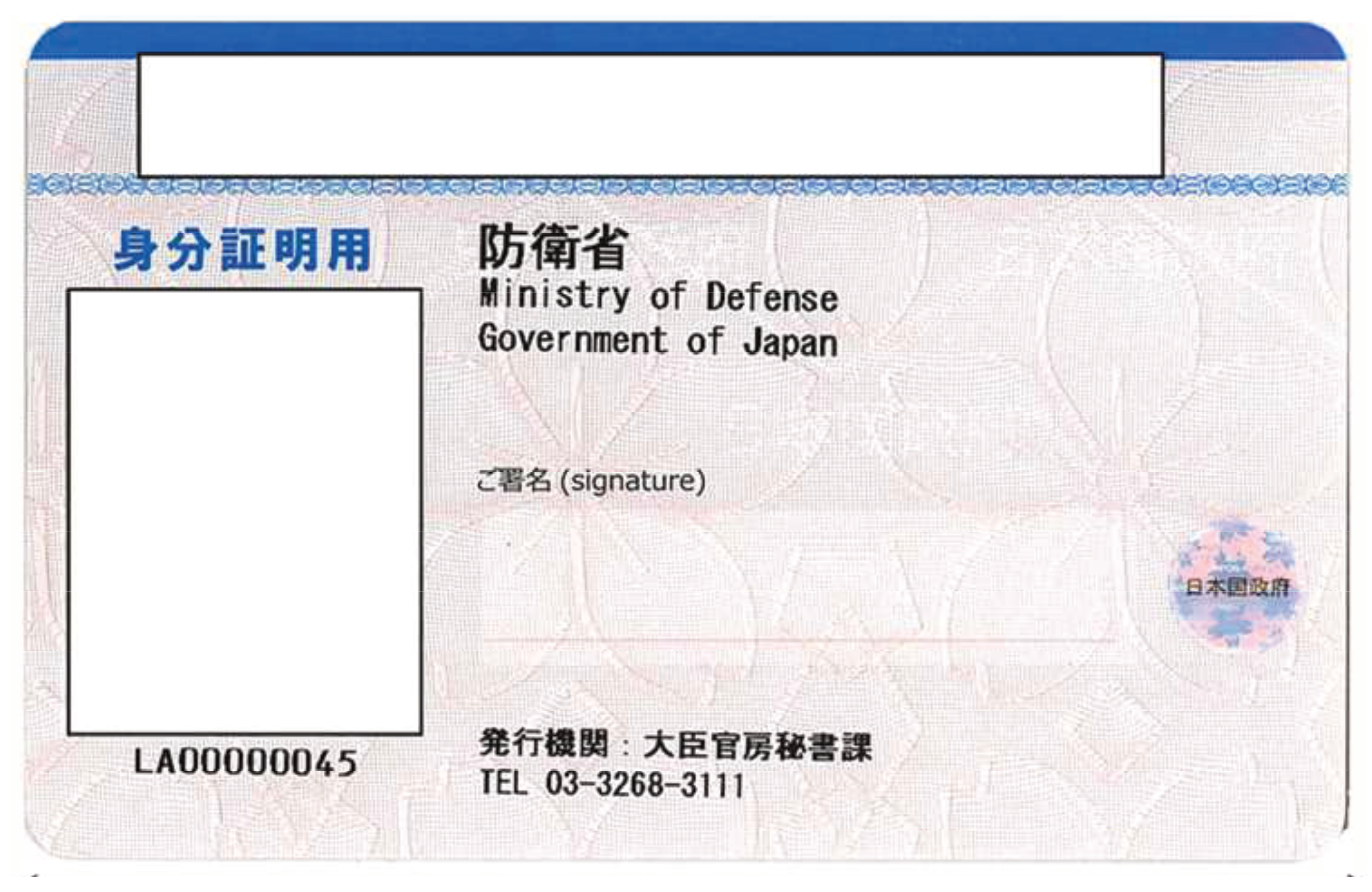
마스킹 카드

마이넘버 카드는 일본 정부 공무원의 신분증으로 사용된다. 마이넘버 카드의 사진 및 이름 필드를 외부에서 볼 수 있도록 잘라낸 마스킹 카드를 마이넘버 카드 위에 쌓고 후지필름 카드 케이스에 넣어 국가 공무원 및 자위대 민간 공무원의 신분증으로 사용한다. 소속 부처나 기관의 이름 외에 마스킹 카드에는 신분 도용을 방지하기 위한 서명란이 있다.

## 문제점
시스템과 관련된 첫 사기는 2015년 간토 지방의 한 노년 여성이 수백만 엔의 사기를 당했을 때 발생했다. 2023년 5월에는 카드를 사용했을 때 다른 사람의 정보가 표시된 13건의 사례가 확인되어 프로그램이 일시적으로 중단되었다.